# تایلرز کرنر (کالیفرنیا)
تایلرز کرنر، کالیفرنیا (به انگلیسی: Tylers Corner, California) یک منطقهٔ مسکونی در ایالات متحده آمریکا است که در شهرستان ال دورادو واقع شده‌است.

## خصوصیات
تایلرز کرنر ۶۴۴ متر بالاتر از سطح دریا واقع شده‌است.